# Red Dead Redemption
A Red Dead Redemption egy 2010-es akció-kalandjáték, amelyet a Rockstar San Diego fejlesztett és a Rockstar Games adott ki PlayStation 3 és Xbox 360 konzolokra. A 2004-es Red Dead Revolver folytatása, és ez a második játék a Red Dead sorozatban. A Red Dead Redemption a vadnyugat hanyatlásának idején, 1911-ben játszódik. A történet főhőse John Marston, egy egykori bandita, aki miután feleségét és fiát túszul ejti a kormány, hogy váltságdíjat kérjen tőlük a szolgáltatásaiért mint zsoldos, elindul, hogy igazságot szolgáltasson három volt bandatagjának. A játék később, 2023. augusztus 17-én PlayStation 4 és Nintendo Switch, 2024. október 29-én pedig Windowsra is megjelent.

## Játékmenet
A Red Dead Redemption egy Western témájú akció-kalandjáték, amely TPS-ből játszható. A játékosok John Marston-t irányítják, és küldetéseket teljesítenek, hogy előrehaladjanak a történetben. Küldetéseken kívül a játékosok szabadon barangolhatnak a nyílt világban, amely az Egyesült Államok New Austin és West Elizabeth államait – a Nyugat-Egyesült Államok képzeletbeli változatait – és a fiktív Nuevo Paraíso mexikói államot tartalmazza. A lovak különböző fajtái a fő közlekedési eszközök, mindegyik különböző tulajdonságokkal rendelkezik. A lovakat vadon kell befogni, ellopni vagy megvásárolni. A játékosok vonatokat és kocsikat is használhatnak gyors utazásra. A fejletlen területeken hegyvidéki, hatalmas tájak találhatók, alkalmanként utazókkal, banditákkal és vadállatokkal. A városi települések az elszigetelt farmoktól a zsúfolt városokig terjednek. A játékosok tanúi lehetnek és részt vehetnek véletlenszerű eseményekben, például nyilvános akasztásokban, rajtaütésekben, segélykérésekben, találkozásokban idegenekkel, lovas üldözésekben és veszélyes állat támadásokban. Opcionális melléktevékenységek közé tartozik a párbajozás, bűnözők elfogása, gyógynövények gyűjtése, szerencsejáték és vadászat. A Red Dead Redemption használ egy úgynevezett Honor rendszert, amelyet erkölcsileg pozitív cselekedetek növelnek, például egy bandita élve elfogása vagy egy idegen megmentése, míg a negatív döntések, például gyilkosság, csökkentik azt. A Fame rendszer befolyásolja, hogyan reagálnak az NPC-k a játékosokra a Honor alapján. Ha a játékosoknak magas a fameük, az NPC-k üdvözlik őket, és kedvezményeket kapnak egyes boltokban; ha alacsony, az NPC-k bizonytalanul viselkednek, és az üzletek bezárhatják az ajtóikat. A játékosok álcázhatják magukat egy bandanával, amikor bűnözői cselekedeteket hajtanak végre. 

### Harcrendszer
A tűzpárbajok alapvető játékmenet-mechanikát jelentenek. A játékosok fedezékbe bújhatnak, célba vehetnek egy adott személyt vagy állatot, vakon lőhetnek és szabad kézzel célozhatnak. Az egyes testrészek is célba vehetők, hogy a célpontokat nem halálos módon semlegesítsék. A fegyverek között megtalálhatók revolverek, pisztolyok, puskák, sörétesek, kések, robbanóanyagok és lasszók. A játékos használhat egy célzást könnyítő képességet, amit Dead Eye-nak hívnak. A Dead Eye lehetővé teszi a játékosok számára, hogy lelassítsák az időt és megjelöljék a célpontokat. Miután a játékos kijelölte a célpontokat, gyorsan tüzelhet a kijelölt helyekre. A körözés hasonló a Rockstar Games másik játékában, a Grand Theft Auto-ban látható rendszerhez. Amikor a játékosok bűncselekményt követnek el, a tanúk a legközelebbi rendőrséghez futnak; a játékosok megállíthatják őket, mielőtt elérnék a segítséget, így elkerülve a körözést. Ha a hatóságok értesülnek a bűncselekményről, megjelenik a „Wanted” felirat, amely a játékos fejére kitűzött vérdíjat mutatja. A jutalom magasabbra nő, ha a játékosok több bűncselekményt követnek el. Ha a játékosok elég bűncselekményt okoztak, akkor már az Egyesült Államok Marshali vagy a mexikói hadsereg fogja üldözni őket. Ahhoz, hogy elkerüljék a törvény embereit, a játékosoknak el kell hagyniuk egy kör alakú zónát, vagy meg kell ölniük az összes rendőrt egy városban. Ha sikerül elmenekülniük, a fejvadászok továbbra is követni fogják őket. A jutalom a játékos fején marad, amíg nem fizetik ki egy állomáson, vagy nem mutatnak be egy felmentő levelet.

## Cselekmény
|  | Alább a cselekmény részletei következnek! |

1911-ben járunk, John Marston (Rob Wiethoff) családját elrabolják az Szövetségi Nyomozóiroda ügynökei, Edgar Ross és Archer Fordham, akik arra kényszerítik, hogy nyomja fel a volt bandatagjait, cserébe a családját szabadon engedik. John először a volt szövetségesét, Bill Williamsont üldözi, aki mostanra saját bandáját vezeti, és akik rémületet keltenek New Austin lakóinak körében. Elérkezik Williamson erődjéhez Fort Mercer-hez, de nem sikerül meggyőznie őt a megadással kapcsolatban, és még meg is lövik Johnt. A helyi farmos, Bonnie MacFarlane menti meg és ápolja, a főhős cserébe segít neki több munkában a farmján, miközben kidolgozza a tervet, hogy megtámadja Williamson bandáját. John sok szövetségesre lel, akik segítenek neki végrehajtani a támadást, köztük Leigh Johnson Marshal, Nigel West Dickens csaló, Seth Briars sírrabló és kincsvadász, valamint egy alkoholista fegyvercsempész, akit „Irish” néven ismernek. Végül John és szövetségesei megtámadják Fort Mercer-t, és megölik Williamson összes emberét, de megtudják, hogy Williamson Mexikóba menekült, hogy segítséget kérjen Javier Escuella-tól, John egy másik volt bandatársától. John elválik a szövetségeseitől, és elindul Mexikóba. Miután Nuevo Paraíso-ba érkezik, John részt vesz egy helyi polgárháborúban, amely a Colonel Agustín Allende, az állam zsarnoki kormányzója, és Abraham Reyes, egy felkelés vezetője között zajlik, aki Allende kormánya ellen harcol. John mindkét féllel együttműködik, cserébe segítséget kérve, hogy elérje Javier Escuellát és Bill Williamsont. Amikor Allende úgy dönt, hogy elárulja őt, John-t Reyes menti meg, és megfogadja, hogy segít a felkelőknek előnyhöz jutni, cserébe Reyes segítségéért Williamson és Escuella megtalálásában. Egy erődítmény rajtaütése során a felkelők segítenek neki megtalálni Escuella-t, aki elárulja, hogy Williamson Allende védelme alatt áll. Miután megöli vagy elfogja Escuella-t (a játékos dönt), John átadja őt Ross-nak és Fordham-nek. Reyes végül támadást indít Allende palotája ellen, és John segít neki üldözni és kivégezni a zsarnok Allende-t és Williamet, amikor megpróbálnak elmenekülni. Ezután Reyes átirányítja a forradalmát Mexikó fővárosába, John pedig visszatér az Egyesült Államokba. Blackwater városában a két ügynök John segítségét kéri, hogy megtalálja Dutch van der Linde-t, a volt bandája vezetőjét és John egykori mentorát. Dutch nemrégiben egy bandát alakított elégedetlen indiánokkal, akikkel közösen megvetik a kormányt és a modernizációt. Ross segítőinek segítségével John rátalál Dutch erődjére a hegyekben. Miután segít Ross-nak és Fordham-nak megakadályozni, hogy Dutch kirabolja a Blackwater bankját, John részt vesz az Amerikai Hadsereg támadásában Dutch erődje ellen. Dutch-t egy sziklához üldözik, ahol ő elismeri a vereségét, és figyelmezteti John-t, hogy az Iroda nem fog neki békét adni, majd Dutch a mélybe veti magát. Ezután Ross betartja az ígéretét, és lehetővé teszi, hogy John újra együtt lehessen a családjával. Visszatérve a farmjára, John újra találkozik feleségével, Abigail-lel, fiával, Jack-kel és egykori bandatagjával, Uncle-lel, hogy újra tisztességes életet próbáljanak kezdeni. Azonban a béke nem tart sokáig, mivel Ross elárulja John-t, és rajtaüt a farmján. John próbál védekezni, de a hadsereg túlerőben van, és Uncle meghal. John segít a családjának elmenekülni, és ott marad, hogy feláldozza magát, a támadok megölik, majd elhagyják a helyszínt. 1914-ben Jack eltemeti édesanyját, Abigail-t John mellett, miután ő is meghal, majd elindul, hogy megtalálja a frissen nyugdíjba vonult Ross-t, hogy szembesítse őt John halálával. A játék fő története úgy ér véget, hogy Jack megöli Ross-t egy párbajban.
|  | Itt a vége a cselekmény részletezésének! |

## Fejlesztés
A Red Dead Redemption-t egy körülbelül 1000 fős csapat fejlesztette öt éven keresztül. A Rockstar Games 2010 májusában adta ki az akció-kalandjátékot PlayStation 3-ra és Xbox 360-ra. A fejlesztést a Rockstar San Diego 180 fős vezető csapata irányította, akik együttműködtek a Rockstar többi csapatával, például a Leeds, New England, North és Toronto csapataival. A Rockstar North, a Grand Theft Auto sorozat fejlesztője, konzultált az open world létrehozásában. A játék 2009-es bejelentése után heves promócióban részesült sajtóelőadásokkal, filmes előzetesekkel. A megjelenési dátum, bár több csúszást is elszenvedett, végig széleskörű várakozással övezte a játékosokat. A stúdió fejlesztési időszakának munkarendjét és vezetési stílusát a dolgozók közül többen nyilvános panaszokkal illeték. Az open world környezet jelentette a fejlesztési munka nagy részét; a játék három fő területe mind a vadnyugat ikonikus jellemzőit képviseli. Kulcsfontosságú csapattagok terepbejárásokra mentek Washington D.C.-be, hogy számos fényképet készítsenek, és számos klasszikus western film, tévéműsor és regény elemzésére is sor került kutatás céljából. A Rockstar továbbfejlesztette a saját fejlesztésű Rockstar Advanced Game Engine-t, hogy javítsa az animációkat és a látótávolság renderelési képességeit; a csapat úgy érezte, hogy a hetedik generációs videojáték-konzolok szükségesek ahhoz, hogy megvalósíthassák elképzeléseiket. A játék célja az volt, hogy fejlessze a Red Dead Revolver alapmechanikáit, úgy hogy azokat a többi Rockstar játék szintjére emelje, megőrizve a kulcsfontosságú játékelemeket, mint például a Dead Eye és a párbaj rendszert, miközben a játékélményt jelentősen átalakították. A Red Dead Redemption 1500 oldalas forgatókönyvét két év alatt írták meg. A játék 1911-es környezetét azért választották, hogy bemutassák a régi vadnyugat átalakulását egy modern civilizációvá. A fejlesztők titkos meghallgatásokon keresztül választották ki a karaktereket. Teljesítményrögzítést használtak a színészek mozdulatainak, arcának és hangjának egyidejű rögzítésére. Rod Edge irányította a színészek előadásait egy kaliforniai Santa Monica-i stúdióban. A játék körülbelül 450 karaktert tartalmaz, és rengeteg párbeszédre volt szükség, hogy a világ élettelinek tűnjön, ami hasonlóan komplex, mint a Rockstar korábbi játéka, a 2008-as Grand Theft Auto IV. A Red Dead Redemption zenéjét Bill Elm és Woody Jackson komponálta másfél év alatt, akik több más zenészt is bevontak körülbelül 200 zenei szám létrehozásába.

## Letölthető tartalmak a játékhoz
A játékhoz több letölthető tartalom jelent meg. 2010. június 22-én az Outlaws to the End , amely hat új, kooperatív mellékküldetést tartalmazott a többjátékos módhoz. 2010. augusztus 10-én került be a Legends and Killers amely a hozzáadott többjátékos karaktereket a Red Dead Revolver-ből, valamint új térképlociókat és egy tomahawkot. 2010. szeptember 21-én a Liars and Cheats amely hozzáadott a multiplayer módhoz pár kompetitívebb módot, karaktereket és fegyvereket. 2010. október 12-én megjelent a Hunting and Trading amely hozzáadta a játékhoz a nyúltilopot és pár ruhát. 2010. október 26-án jelent meg a legnagyobb kiegészítő, az Undead Nightmare, amely egy külön zombis történetet tartalmazott. Az utolsó kiegészítő 2011. szeptember 13-án jelent meg Myths and Mavericks néven, amely tartalmazott egyedi karaktereket, és helyszíneket.

## Fogadtatás
| Összegzőoldal | Értékelés |
| ------------- | --------- |
| Metacritic    | 95/100    |

| Szerző        | Értékelés |
| ------------- | --------- |
| 1Up.com       | A         |
| Edge          | 10/10     |
| Eurogamer     | 8/10      |
| Game Informer | 9.75/10   |
| GamePro       | 5/5       |
| GameSpot      | 9.5/10    |
| GameSpy       | 5/5       |
| IGN           | 9.7/10    |

A Red Dead Redemption nagyon magas elismerést kapott a kritikusoktól a Metacritic szerint.
Az IGN szerkesztője, Erik Brudvig a Red Dead Redemption-t "kötelezően alkotás"-ként és "az egyik legmélyebb, legszórakoztatóbb és leggyönyörűbb játék"-ként jellemezte.
Az Eurogamer-es Simon Parkin "egy blockbustereként" említette a játékot, aki szerint a játék elképesztően részletgazdag.
Justin Calvert, a GameSpot szerkesztője így fogalmazta meg a játékot röviden. "Ez a lenyűgöző vadnyugati izgalmas játék új mércét állít fel az open-world akciójátékok között, és biztosítja helyét az év egyik legizgalmasabb játékaként."

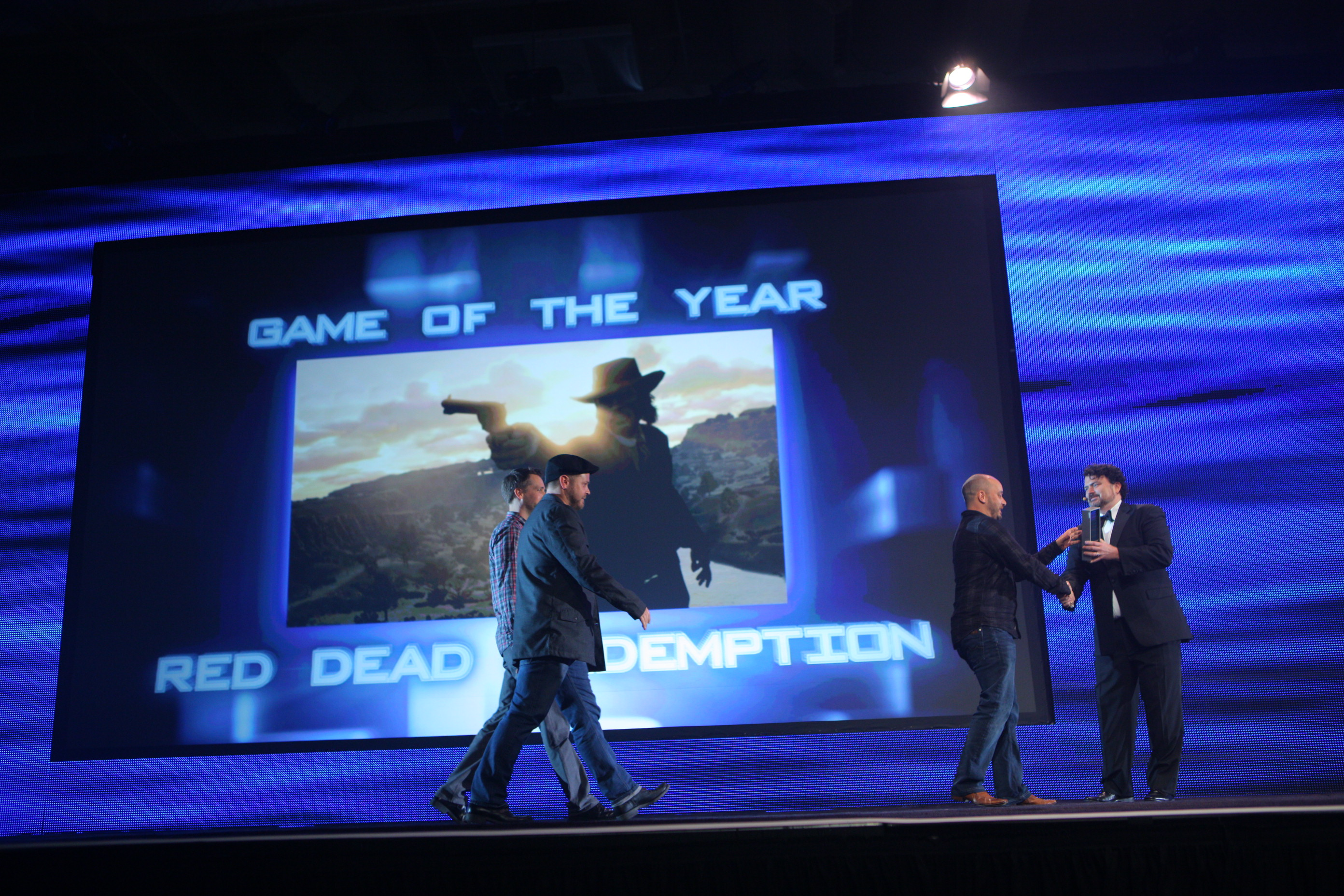
A Red Dead Redemption megnyeri a GDCA év játéka díját.

Összességében tehát nagyon magas értékeléseket kapott a játék a kritikusoktól és a játékosoktól egyaránt.

## Díjak, elismerések
| Év   | Díj                             | Kategória                                    | Eredmények |
| ---- | ------------------------------- | -------------------------------------------- | ---------- |
| 2010 | Golden Joystick Awards          | Az év játéka                                 | Jelölve    |
| 2010 | Golden Joystick Awards          | Az év akció/kalandjátéka                     | Harmadik   |
| 2010 | Spike Video Game Awards         | Az év játéka                                 | Elnyerte   |
| 2010 | Spike Video Game Awards         | Legjobb zene egy játékban                    | Elnyerte   |
| 2010 | Spike Video Game Awards         | Legjobb eredeti zene                         | Elnyerte   |
| 2010 | Spike Video Game Awards         | Legjobb DLC                                  | Elnyerte   |
| 2010 | Spike Video Game Awards         | Az év stúdiója                               | Jelölve    |
| 2010 | Spike Video Game Awards         | Az év karaktere                              | Jelölve    |
| 2010 | Spike Video Game Awards         | Legjobb PS3 játék                            | Jelölve    |
| 2010 | Spike Video Game Awards         | Legjobb akció/kalandjáték                    | Jelölve    |
| 2010 | Spike Video Game Awards         | Legjobb grafika                              | Jelölve    |
| 2010 | Spike Video Game Awards         | Legjobb férfi alakítás                       | Jelölve    |
| 2011 | British Academy Games Awards    | GAME Award of 2010                           | Jelölve    |
| 2011 | Game Audio Network Guild Awards | Az év hanganyaga                             | Elnyerte   |
| 2011 | Game Audio Network Guild Awards | Az év zenéje                                 | Elnyerte   |
| 2011 | Game Audio Network Guild Awards | Legjobb interaktív zenei aláfestés           | Elnyerte   |
| 2011 | Game Audio Network Guild Awards | Legjobb dialógus                             | Elnyerte   |
| 2011 | Game Audio Network Guild Awards | Az év hangdizájnja                           | Jelölve    |
| 2011 | Game Audio Network Guild Awards | Legjobb zenei album                          | Jelölve    |
| 2011 | Game Audio Network Guild Awards | Legjobb cut-scene hangzás                    | Jelölve    |
| 2011 | Game Audio Network Guild Awards | Legjobb eredeti zene                         | Jelölve    |
| 2011 | Game Audio Network Guild Awards | Legjobb eredeti vokál - pop                  | Jelölve    |
| 2011 | Game Developers Choice Awards   | Az év játéka                                 | Elnyerte   |
| 2011 | Game Developers Choice Awards   | Legjobb játékdizájn                          | Elnyerte   |
| 2011 | Game Developers Choice Awards   | Legjobb technológia                          | Elnyerte   |
| 2011 | Game Developers Choice Awards   | Legjobb hangzás                              | Elnyerte   |
| 2011 | Game Developers Choice Awards   | Legjobb forgatókönyv                         | Jelölve    |
| 2011 | Interactive Achievement Awards  | Az év akciójátéka                            | Elnyerte   |
| 2011 | Interactive Achievement Awards  | Kiemelkedő művészeti dizájn                  | Elnyerte   |
| 2011 | Interactive Achievement Awards  | Kiemelkedő játékmenet-technikai megvalósítás | Elnyerte   |
| 2011 | Interactive Achievement Awards  | Kiemelkedő játéktervezési teljesítmény       | Elnyerte   |
| 2011 | Interactive Achievement Awards  | Kiemelkedő karakterábrázolás                 | Elnyerte   |
| 2011 | Interactive Achievement Awards  | Az év játéka                                 | Jelölve    |
| 2011 | Interactive Achievement Awards  | Kiemelkedő innováció a játékiparban          | Jelölve    |
| 2011 | Interactive Achievement Awards  | Kiemelkedő teljesítmény az animációban       | Jelölve    |
| 2011 | Interactive Achievement Awards  | Kiemelkedő hangdizájn                        | Jelölve    |
| 2012 | Interactive Achievement Awards  | Az évtized játéka                            | Jelölve    |
| 2024 | The Steam Awards                | Legjobb játékzene                            | Elnyerte   |

## Fordítás
Ez a szócikk részben vagy egészben  a   Red Dead Redemption című angol Wikipédia-szócikk ezen változatának fordításán alapul.  Az eredeti cikk szerkesztőit annak laptörténete sorolja fel. Ez a jelzés csupán a megfogalmazás eredetét és a szerzői jogokat jelzi, nem szolgál a cikkben szereplő információk forrásmegjelöléseként.